# Aușeu
Aușeu – wieś w Rumunii, w okręgu Bihor, w gminie Aușeu. W 2011 roku liczyła 542
mieszkańców.